# Postoj
Postoj je pozitivní či negativní hodnocení a reakce jedince vůči nějakému aspektu světa. Postoj lze chápat také jako názor nebo připravenost k činu ve vztahu s určitým problémem nebo volbou. Postoje jsou důležitou složkou komunikace a tvoří její přirozenou každodenní součást, jejich automatická aktivace je označována jako priming. Kromě toho, že jsou zaměřeny na problém či volbu, zahrnují v sobě i určitou míru intenzity, která je tvořena činiteli:
- vnitřními (potřeby, charakter, zájmy)
- vnějšími (malé sociální skupiny, kultura, rodina).

Mít k něčemu postoj znamená zaujmout vůči nějakému objektu (věc, událost, idea, bytost) hodnotící stanovisko.

## Historie
Pojem postoj se objevuje v evropských jazycích začátkem 18. století. Vyskytoval se v malířském žargonu a byla jím označována poloha těla při jeho výtvarném znázornění. Později se uplatnil i v dramatickém umění v podobě významu. Charles Darwin jej poté ve své práci Výraz emocí u člověka a zvířat, publikované v roce 1872, dostal do povědomí vědy. A na začátku 20. století se stává ústřední kategorií právě vznikající disciplíny - sociální psychologie. Do této disciplíny pojem postoje dostali konkrétně William I. Thomas a F. Znaniecki svou rozsáhlou prací o polském rolníkovi v Evropě a v Americe (Polský sedlák v Evropě a Americe). Klasické pojetí postoje však zpřesnil G. W. Allport.

## Význam
Samotný postoj má sklon reagovat na předměty, osoby, situace a na sebe sama. Postoje jsou součástí osobnosti, souvisí s chápáním, myšlením a cítěním. Postoje jsou hodnotící, indikují pocity ve vztahu k určité záležitosti a většinou vycházejí z hodnotové soustavy člověka.
Hlavní funkce postojů je připravenost k jednání (není třeba se vždy znovu promýšlet, zda vynést smetí do tříděného smetí, pokud člověk má pozitivní postoj k třídění, pak již automaticky odpad třídí bez opětovného přemýšlení). Hlavní důvod, proč jsou intenzivně zkoumány postoje v marketingu a aplikovaných sociálních vědách je ten, že podle nich lze ve velké části případů předvídat lidské chování.
Postoje nás připravují k činnosti. Způsobují, že se častěji chováme určitým způsobem.

#### Hodnocení
Postoje jsou v určitém smyslu produktem hodnocení. Vyjádřené hodnocení označujeme jako mínění a zafixované hodnocení jako přesvědčení.
Hodnotící vztahy zaujímáme vůči objektům tak, že jim přiřazujeme určitou hodnotu - např. se nám jeví jako žádoucí a nežádoucí, dobré nebo špatné, užitečné nebo neužitečné, morální nebo nemorální, důležité nebo zbytečné, krásné nebo ošklivé, pravdivé nebo nepravdivé.

## Získávání postojů
Vědomosti, dovednosti a postoje lidé získávají v průběhu života a to vzděláváním a sociálními vlivy jako např. sociální kontakty, zvyšování skupinové soudržnosti.

## Teorie vývoje postojů
Podle badatelů získáváme postoje v průběhu běžného sociálního života: částečně z rodiny, kde vyrůstáme, a částečně od lidí, s nimiž se stýkáme. Tajfel (1978) zastává názor, že sociální identita a sounáležitost se skupinou ovlivňuje námi osvojené postoje.
Podle Eysencka a Wilsona (1975) jsou však postoje z velké části vrozené díky některým vrozeným osobnostním rysům (např. neuroticismus a stabilita), které pak tvoří základ postojů.
Petty a Caccioppo (1981) tvrdí, že se náš postoj mění, jak se postupně seznamujeme s objektem. Zde hraje roli deskriptivní přesvědčení, kdy o objektu uvažujeme díky již známým faktům. Naopak deduktivní přesvědčení vznikají, když se s objektem důvěrněji seznamujeme a díky hodnocení těchto deduktivních přesvědčení poté dochází k formulaci našeho postoje.

## Co souvisí s postoji

### Hodnoty
Souvislost s hodnotami je důležitým kritériem k rozpoznání postoje. Hodnoty jsou poměrně stálé osobní předpoklady, které leží v samém základu postojů. Týkají se obecných principů, jako například toho, co je morální nebo sociálně žádoucí.
Osobní hodnoty nám slouží jako standardy, podle nichž posuzujeme vlastní chování a chování ostatních, jsou tedy s postoji úzce provázány. Přesto však můžeme najít osoby, které zastávají postoje neslučitelné s jejich osobními hodnotami a je důležité si uvědomit, že postoje, které naznačuje chování jednotlivce, nemusejí vždy vyjadřovat jeho osobní názory.

### Chování
Některé výzkumy dokázaly souvislost mezi postoji a chováním. Postoje, které vyjadřujeme verbálně, se mohou značně lišit od postojů, o nichž svědčí naše chování a postoje (což prokázal např. R. T. LaPierre), které momentálně vyjadřujeme nemusí být vždy přesným indikátorem našeho budoucího chování. Jiné názory tvrdí, že se lidé chovají v souladu se svými postoji a že se mohou postoje lišit jen svou globálností či konkrétností.

### Motivy
Th. M. Newcomb tvrdí, že zásadním rozdílem mezi postojem a motivem spočívá v tom, že postoj udává způsob jednání, kdežto motiv je příčinou jednání a vyjadřuje jeho psychologický smysl.

## Druhy postojů

### Předsudky
Předsudky jsou zvláštním druhem postojů a poukazují na něco předem vytvořeného, převzatého. Jsou považovány za falešnou generalizaci, která je dále šířená i přijímaná, obvykle je spojována s negativními a neodůvodněnými postoji a je velmi odolná vůči změnám. Mohou pronikat celým životem individua, pokud mají význam kompenzace méněcennosti.
Předsudky mohou vystupovat také ve funkci "domnělého alibi", tedy například v případě rasových předsudků, kdy jsou jedné rase připisovány různé negativní vlastnosti, které na tento popud umožňují například okrádání příslušníků této rasy. V předsudcích se také může uplatňovat potřeba prestiže.

### Pověry
Pověry je možno chápat jako výrazně iracionální druh postojů. Jsou druhem bludného myšlení a mají kořeny v nevědomí. Za druh pověry mohou být pokládány i pouhé hypotézy, které jsou vydávány za vědeckou teorii.

### Skryté postoje
Skryté postoje jsou hodnotící tendence, které mohou ovlivnit hodnocení či chování, aniž by si jejich vliv daná osoba uvědomovala - jsou totiž důsledkem nevědomých zkušeností. Postoje se uplatňují ve dvou rovinách chování, a to zjevným a skrytým způsobem, to je vědomě a nevědomě. Skryté postoje korelují se spontánním chováním, kdy se negativní skryté postoje vůči jiné osobě mohou projevovat například zkracováním komunikace a dalšími slabými příznaky averze. 
Skryté postoje mají silnější vliv na méně kontrolovatelné spontánní chování než na kontrole více závislé na promyšleném chování.

## Dělení postojů
Postoje jsou dále děleny dle různých kritérií:
- citové, poznávací
- kladné, záporné
- verbální, neverbální
- skryté, zjevné
- silné, slabé
- soudržné, nesoudržné
- vědomé, nevědomé
- individuální, skupinové
- stálé, proměnlivé

## Funkce postojů
Postoje umožňují člověku se adaptovat na prostředí. D. Katz (1960) rozlišil dvě základní funkce postojů:
- poznávací a
- instrumentální.[5]

V roce 1998 přibyly další tři funkce postojů:
- funkce výrazu hodnot - postoji člověk vyjadřuje, že je nositelem jistých hodnot,
- funkce sociální adjustace - postoje zprostředkovávají vztahy člověka k jiným lidem a
- funkce sebeobranná - postoje umožňují snadněji zvládat konflikty.[15]

Smith, Bruner a White (1964) popisují funkce postojů zase takto:
- hodnocení objektů - hodnocení objektů usměrňují naše reakce vůči věcem a událostem v okolí tak, že na ně nemusíme pokaždé hledat znovu vhodný způsob reagování,
- sociální přizpůsobení - názory mohou sloužit jako nástroj sociálního přizpůsobení, jelikož pomáhají utužovat sounáležitost se skupinou a
- externalizace - je spojování nevědomých motivů či vnitřních stavů s něčím, co právě probíhá v bezprostředním okolí.

Tyto funkce vysvětlují, proč postoje bývají tak odolné vůči změně. Potřeba porozumět lépe světu v nás může také vyvolávat změnu postoje.

## Složky postojů
Všechny postoje jsou relativně trvalé. Obsahují v sobě složku:
- poznávací (kognitivní) – názory a myšlenky osoby o předmětu postoje, obecně označováno jako stereotypy,
- citovou (afektivní, emocionální) – cit osoby k předmětu postoje (emoce, emocionální reakce), obecně označováno jako předsudky,
- konativní (behaviorální) – sklon k jednání či chování ve vztahu k předmětu postoje, obecně označováno jako diskriminace.

## Dimenze postojů
Postoje se popisují pomocí tří dimenzí, kdy každá z nich přispívá k celku:
- kognitivní dimenze se týká názorů a myšlenek, které má osoba o předmětu postoje,
- emocionální dimenze se týká toho, co osoba cítí k předmětu postoje,
- konativní nebo behaviorální dimenze se týká sklonů k chování či jednání ve vztahu k předmětu postoje.[17]

## Faktory postoje
- Psychologické

Postoj člověka je určován psychologickými faktory, jako jsou například myšlenky, víra, hodnoty, vnímání atd. To vše dohromady má roli při určování postoje jedince. Dalším důležitým faktorem, který ovlivňuje postoj, je symbolický interakcionismus.
- Rodina

Rodina zastává významnou roli v primární fázi budování postoje jedince. Zpočátku totiž člověk získává a rozvíjí postoje, názory, chování od svých rodičů, sourozenců a starších osob v rodině.
- Společnost

Společnost hraje důležitou roli při formování postoje jedince. V nejčastější podobě je to kultura, tradice, jazyk, protože tyto faktory nejvíce ovlivňují člověka a učí ho, co je a co není přijatelné.
- Ekonomika

Postoj člověka závisí také na ekonomické situaci, jako je plat, úroveň postavení v práci, pracovní prostředí, prostě práce jako taková.

## Měření postojů
Měření postojů nebývá jednoduché vzhledem ke skutečnosti, že lidé neradi vyjadřují své skutečné postoje, pokud se domnívají, že s nimi někdo nebude souhlasit. Problémy mohou tkvět i v uspořádání otázek či faktu, že lidé se dívají na svět velmi různě a mohou tak stejnými slovy popisovat zcela jiné skutečnosti a myšlenky.
Postoje lze měřit kvantitativně, tak že se utvoří škály, analyzuje se obsah podle vztahu k hierarchii hodnot, použije se sémantický diferenciál, sociometrie nebo Bogardova škálu sociální vzdálenosti.

### Likertova škála
Jedna z nejspolehlivějších technik, Likertova škála, se skládá z výroků s pětibodovou škálou sahající od "zcela nesouhlasím" přes "nevím" až po "zcela souhlasím".

### Sémantický diferenciál
Sémantický diferenciál pro zjišťování reakcí respondenta používá pro hodnocení sedmibodovou škálu, např. dobrý - špatný, hezký - ošklivý, silný - slabý, čistý - špinavý.

## Odůvodněné jednání
Chováme se předvídatelně a rozumně, bereme v úvahu informace, které jsou nám dostupné a důsledky našeho jednání. Výsledky vyjadřujeme když hovoříme o svých úmyslech, ale někdy už ne, máme-li popsat naše postoje. Úmysly se formulují na základě dvou zdrojů, kterými jsou postoje člověka a jeho vnímání sociálních faktů. Abychom jednali ve shodě se svými vyjádřenými postoji, tyto dva faktory se musí spojit.

## Změna postoje
Postoje jako produkty učení se mohou za určitých podmínek měnit, neboť jsou naučené, tedy něčím podmíněné. Významné postoje jsou stabilizované a za normálních podmínek se nemění, ke změně dochází vlivem výrazné korektivní zkušenosti (například psychický otřes, životní krize).
K tomu, abychom změnili postoj, se nás obvykle někdo snaží přesvědčit - tzn. poskytuje nám informace, které mají k této změně dopomoci. Toto přesvědčování může být verbální nebo implicitní (tento druhý způsob je využíván hlavně v reklamě - je všude kolem nás, takže si ani neuvědomujeme, že jsme neustále k něčemu přesvědčováni).
Změna postoje závisí na:
- důvěryhodnosti a atraktivitě zdroje informace,

Pro rozhodnutí změnit postoj je důležitá kredibilita zdroje - tzn. jak je osoba (nebo časopis, kniha…), která informace poskytuje, důvěryhodná, zda je to expert v oblasti, o níž hovoří, a také to, jak publiku připadá atraktivní. Po čase ale člověk zapomene, odkud daná informace pochází, a bude ji považovat za důvěryhodnou, i když ve skutečnosti tomu tak třeba není.
- stylu, struktuře a obsahu informace,

To, jaké informace budeme někomu sdělovat, záleží hlavně na tom, komu jsou určeny. Je možné si vybrat ze dvou cest: z centrální a periferní. Centrální cesta zpracovává fakta - je tedy náročnější, protože přesvědčovaný člověk si dané informace a argumenty musí promyslet, ovšem pokud už postoj změní, tato změna je dlouhodobá. Naopak periferní cesta jde přes emoce - je tedy mnohem jednodušší, lidé takto informace zpracovávají častěji, ale pokud svůj postoj změní, obvykle je tato změna pouze krátkodobého charakteru.
Záleží také na složitosti informace - pokud je jednoduchá, k jejímu pochopení postačí audio nebo video, ale pokud je složitější, nejlepší je psaná forma, protože člověk má možnost se k nejasným částem vrátit a znovu se nad nimi zamyslet.
- adresátovi informace.

Je velice důležité znát ty, k nimž se má dané sdělení dostat - na publiku závisí, jakým způsobem jim budeme informace sdělovat: lidé vzdělaní budou k přesvědčení vyžadovat fakta a ideálně oboustrannou argumentaci (tzn. uvést argumenty pro i proti) - půjdou tedy centrální cestou, naopak lidé nevzdělaní se spíše nechají přesvědčit něčím, co bude útočit na jejich city. To, zda sdělení publikum vůbec zaznamená a bude ho sledovat, potom závisí na tom, jak moc se ho dané téma týká.
Změnit postoj znamená změnit naše chování a je to i naopak, jestliže se naše chování změní, změní se i naše postoje.
Tlak na změnu postoje se člověk však brání, protože postoj jako takový má důležitou funkci - přispívá k psychické integraci jedince. Změnu extrémních postojů v jejich protiklad nazýváme konverze. Pravděpodobnější bývá jen změna intenzity postoje (zeslabení nebo zesílení), ať už ve směru pozitivním nebo negativním.